# Frøken
Frøken (af gammelt dansk Frøjken, Frøveken af de plattyske diminutiver Vroiken, Vrouweken, altså "lille frue" eller "lille kvinde") er tiltale til en ugift kvinde. Som titel forkortet frk. eller fr. foran navnet (fx frk. Eline Hansen). Indtil ca. 1800 blev "frøken" kun anvendt om ugifte adelsdamer. Ugifte kvinder af folket blev derimod tiltalt med "jomfru". Siden omkring 1850 er "frøken" blevet brugt om ugifte kvinder i almindelighed og fra 1970'erne om gifte.
"Frøken" var i Danmark før enevældens indførelse (1660) legitime kongedøtres titel, og den skat der blev indkrævet til deres brudeudstyr, hed "frøkenskat". Arild Huitfeldt skriver Adelsfrøjken. Ifølge kong Christian V's adelsprivilegier af 25. maj 1671 fik kun grevers døtre ret til at kaldes "frøken", mens andre adeliges døtre kun måtte kaldes "jomfru", og derfor hedder de adelige stiftelser officielt endnu "jomfruklostre". Ved denne tid begyndte "mademoiselle" at blive brugt til borgerlige piger. Ludvig Holberg gør nar af at borgerdøtre lader sig kalde "frøken", og i sine komedier (fx Pernilles korte Frøkenstand) kalder han borgerdøtrene "jomfru", når deres forældre ikke er adelige. Frue- og frøkentitlen blev indført for skuespillerinderne ved Det kgl. Teater 1. september 1870 (i stedet for "mademoiselle" og "madame"). Johanne Luise Heiberg var allerede frue pga. sin mands professortitel.